# 944
944 (CMXLIV) fue un año bisiesto comenzado en lunes del calendario juliano, en vigor en aquella fecha.

## Acontecimientos
- Aceifa del general Ahmad ben Muhammad ben Alyas, contra Galicia.
- Ramiro II de León encarcela a Diego Muñoz de Saldaña y a Fernán González. Assur Fernández sustituye a Fernán González como conde de Castilla.
- La ciudad de Argel y Miliana son refundadas por el emir Buluggin ibn Ziri.

## Nacimientos
- Aarón I: zar de Bulgaria (m. 988)
- Otón I de Borgoña (m. en 965), fue duque de Borgoña (956-965).